# 桜宮サーガ
『桜宮サーガ』（さくらのみやサーガ）は、海堂尊の小説で展開されている世界観及び、小説内でのクロスオーバー展開の総称。

## 概要
当初は、『チーム・バチスタの崩壊』、『碧翠院桜宮病院の崩壊』、『桜宮オートプシー・イメージングセンターの崩壊』の「崩壊三部作」となる予定であった。
『桜宮サーガ』という名称は、書評家の東えりかが文庫版『ナイチンゲールの沈黙』の巻末解説において用いたことから誕生した。
物語は主に、時代を1980年～2022年前後に設定し、東海地方の架空の都市・「桜宮市」を中心に、他にも架空の都市として「極北市」、「浪速府」を設置し東京とともに舞台展開されている。尚、この舞台設定は東京と地方の1対1で対応している日本社会を表している。その作品間のリンクによりある作品の登場人物が、その性格や経歴などの設定を引き継ぎながら別の作品にも登場するというクロスオーバー展開を見せている。
著者はこの手法を「虚数空間の統一」と定義しており、フィクション上でも現実を描こうとする意図が含まれている。

## 作品一覧
出版社は多岐に渡るが、2024年現在までに発表された小説作品のほぼ全てが「桜宮サーガ」に組み込まれる。以下は、刊行順。
| タイトル                   | 出版社       | 刊行年月   | 主要人物                             |
| -------------------------- | ------------ | ---------- | ------------------------------------ |
| チーム・バチスタの栄光     | 宝島社       | 2006年1月  | 田口公平 白鳥圭輔                    |
| ナイチンゲールの沈黙       | 宝島社       | 2006年10月 | 浜田小夜 水落冴子                    |
| 螺鈿迷宮                   | 角川書店     | 2006年11月 | 天馬大吉 白鳥圭輔 姫宮香織           |
| ジェネラル・ルージュの凱旋 | 宝島社       | 2007年4月  | 速水晃一                             |
| ブラックペアン1988         | 講談社       | 2007年9月  | 世良雅志 高階権太 渡海征司郎         |
| 夢見る黄金地球儀           | 東京創元社   | 2007年10月 | 平沼平介 久光穣治                    |
| 医学のたまご               | 理論社       | 2008年1月  | 曾根崎薫                             |
| ジーン・ワルツ             | 新潮社       | 2008年3月  | 曾根崎理恵 清川吾郎                  |
| ひかりの剣                 | 文藝春秋     | 2008年8月  | 速水晃一 清川吾郎                    |
| イノセント・ゲリラの祝祭   | 宝島社       | 2008年11月 | 田口公平 白鳥圭輔 彦根新吾           |
| ジェネラル・ルージュの伝説 | 宝島社       | 2009年2月  | 速水晃一                             |
| 極北クレイマー             | 朝日新聞出版 | 2009年4月  | 今中良夫                             |
| マドンナ・ヴェルデ         | 新潮社       | 2010年3月  | 山咲みどり 曾根崎理恵                |
| ブレイズメス1990           | 講談社       | 2010年7月  | 世良雅志 天城雪彦                    |
| アリアドネの弾丸           | 宝島社       | 2010年9月  | 田口公平 白鳥圭輔 高階権太           |
| モルフェウスの領域         | 角川書店     | 2010年12月 | 日比野涼子 曾根崎伸一郎 佐々木アツシ |
| ナニワ・モンスター         | 新潮社       | 2011年4月  | 村雨弘毅 彦根新吾                    |
| 極北ラプソディ             | 朝日新聞出版 | 2011年12月 | 今中良夫 世良雅志 速水晃一           |
| 玉村警部補の災難           | 宝島社       | 2012年2月  | 加納達也 玉村誠                      |
| ケルベロスの肖像           | 宝島社       | 2012年7月  | 田口公平 高階権太                    |
| スリジエセンター1991       | 講談社       | 2012年10月 | 世良雅志 天城雪彦                    |
| 輝天炎上                   | 角川書店     | 2013年1月  | 天馬大吉                             |
| カレイドスコープの箱庭     | 宝島社       | 2014年4月  | 田口公平 白鳥圭輔                    |
| アクアマリンの神殿         | 角川書店     | 2014年6月  | 佐々木アツシ                         |
| スカラムーシュ・ムーン     | 新潮社       | 2015年7月  | 名波まどか 彦根新吾                  |
| 玉村警部補の巡礼           | 宝島社       | 2018年4月  | 加納達也 玉村誠                      |
| 氷獄                       | 角川書店     | 2019年5月  |                                      |
| プラチナハーケン1980       | 講談社       | 2024年7月  | 渡海征司郎                           |

## 主要登場人物
作品によって描かれる地域、医療テーマ、年代がバラバラなため一貫した主人公は存在しない。
前述のようにある作品の登場人物が、その性格や経歴などを引き継ぎながら別の作品にも登場するのが一連の海堂小説の最大の特徴であり、デビュー作の『チーム・バチスタの栄光』の登場人物を例にすると田口公平はその後の『田口・白鳥シリーズ』でも主要人物として活躍するが、『田口・白鳥シリーズ』以外の作品では脇役 として登場、あるいは未登場 である。
また、時代を1980年頃～2022年頃に設定しているため再び田口公平を例にすると、過去を舞台とした1988年前後には東城大学医学部の医学生、研修医 として登場し、現代を舞台とした『田口・白鳥シリーズ』では神経内科学教室講師兼リスクマネジメント委員会委員長として活躍し、未来を舞台とした2022年では東城大学医学部教授 として栄達しており、一人の人物の時間の流れが表現されているのも海堂作品の特徴である。

### 桜宮市
田口公平
東城大学医学生→同大学医学部付属病院神経内科学教室講師及び、不定愁訴外来責任者→同病院教授。 他の院内の役職はリスクマネジメント委員会委員長。 電子カルテ導入委員会委員長。東城大学Aiセンターセンター長。
同期の速水晃一、島津吾郎からは「行灯」と、また他の病院関係者からは陰で「グッチー」と呼ばれている。
速水晃一
東城大学医学生→同大学医学部付属病院総合外科学教室→同病院オレンジ新棟救命救急センター部長→極北救命救急センター副センター長。
「ジェネラル・ルージュ（血まみれ将軍）」の異名を持つ救命医。
高階権太
帝華大学医学部第一外科講師→東城大学医学部付属病院総合外科学教室講師→同病院消化器腫瘍外科ユニット教授及び病院長→同大学学長。
田口に何かと厄介事を押しつける。また医学生時代より剣道に勤しみ帝華大学、東城大学医学部剣道部の顧問を務める。
世良雅志
東城大学医学生→同大学医学部付属病院総合外科学教室→極北市民病院院長。
医学生時代はサッカー部に所属し、東城大学医学部付属病院で研修医生活を送ったのち病院再建請負人として極北の地を踏む。

### 東京
白鳥圭輔
帝華大学医学生→厚生労働省大臣官房秘書課付技官及び、医療過誤死関連中立的第三者機関設置推進準備室室長。
「ロジカル・モンスター」、「火喰い鳥」の異名を持つ官僚の異端児。
姫宮香織
厚生労働省大臣官房秘書課付医療技官及び、医療過誤死関連中立的第三者機関設置推進準備室室長補佐。
桃色フレームのメガネがトレードマークの長身な美女だが、出会った男性の多くには"モデル系美人"というよりも"デカイ"という印象を与えている。医師免許、国家公務員試験主席合格に加え司法試験合格など頭脳明晰の才媛で、各省庁や機関がこぞって彼女の獲得を狙っていた（現在も狙っている省庁は多い）逸材だが、彼女は白鳥の部下に着く事を望んだ。非常に優秀なはずなのに、数々の医療機器を破壊し患者に怪我を負わせる不器用な面がある。
白鳥の唯一の部下で、白鳥の命令で東城大学医学部付属病院オレンジ新棟、 碧翠院桜宮病院、 極北市民病院 に医療従事者として潜入する。
曾根崎理恵
東城大学医学生→帝華大学医学部付属病院産婦人科学教室助教→セント・マリアクリニック院長。
顕微鏡下人工授精のエキスパートで「クール・ウィッチ（冷徹な魔女）」の綽名を持ち、日本学術会議が自主規制している代理母出産に手を染める。
清川吾郎
帝華大学医学生→帝華大学医学部産婦人科学教室准教授。
「ラパロスコピック・ゴッドハンド（腹腔鏡下手術の神の手）」と呼ばれるほどの高い技術を持つ産婦人科医。医学生時代は医鷲旗大会で速水と竹刀を交える。

### 極北市
今中良夫
極北大学医学部第一外科→極北市民病院外科部長→ 同病院副病院長→ 極北救命救急センター。
極北市民病院の内情を憂い改善に奮闘する。室町病院長の命令で極北市民病院の病院環境改善検討委員会、リスクマネジメント委員会、医療事故調査委員会の委員長を務める。

### 浪速府
村雨弘毅
桜宮市長秘書→浪速府知事。
医療を土台として日本の大改革を目指す風雲児。

## 舞台設定

### 桜宮市
『桜宮サーガ』の主な舞台となる架空の地方都市。人口は20万人で、地理面では首都圏の端の海に面した位置に存在し、富士山より西にありながら東京都への通勤圏内の縁にも掛かっている。また名古屋弁の文化圏に近い地域でもある。
東城大学医学部付属病院
桜宮市にある標高が一番高い桜宮丘陵にある大学病院。13階建ての白い建物の病棟で病院長室は4階にある。1988年までは赤煉瓦棟が本館として扱われていた。現病棟の初代病院長は佐伯清剛で、その後任を高階が務めている。2010年代に東城大学が民事再生法の適用を申請し大学病院の運営も行き詰ったのだが、救命救急センターなどの不採算部門廃止や診療科の再編成、祝日の外来診察の実施などといった各種施策により再建しつつある。
不定愁訴外来
神経内科講師・田口公平が責任者を務める部署。業務内容は通院する患者の病院への不平不満から、病気とは関係ない愚痴をひたすら聞くというもので、扱いに困る患者を受け持った他科のスタッフに重宝されている。周囲からは田口の名前をもじり「愚痴外来」と呼ばれている。
場所は資料倉庫部屋の裏に存在する本館の設計ミスで生じた空間にあり、外付けの非常階段を使わなければ辿り着けない構成になっているため、患者は紹介元の外来看護師に案内されるという形で外来に来ることになる。学生時代の田口は当時はサボり部屋としてこの場所を利用していた。設立当初の評判がイマイチだったが、次第に患者からの人気が上がったことや案内する看護師の労働時間の問題から、現在の場所で開いたという経緯がある。
また不定愁訴外来の属する神経内科学教室は、診療科の再編成により正式名称が変更されたが正式名称を覚えていない教室員も存在する。だが、それは他科の者も同様で正式名称を言われても呼吸器内科と間違えられる始末である。
オレンジ新棟
2001年に本館の隣に新設されたドーム型の外観をしたオレンジ色の病棟。2階は小児科、1階はICUとなっており、共に収益が低い部門が寄せ集められて配置されている。
オレンジ新棟は救命救急センター部長の速水が取り仕切っており、小児科の奥寺教授が速水の意見を（ある一点を除いて）全て容認していることでバランスが成り立っている。看護師の配置は奥寺と小児科看護師長の猫田の性格、及びNICUと無菌室及び準無菌室がICUの指揮下に入る数少ない利点から、ICUが有力な人材を選び、残った人材が小児科に配属されるという暗黙のルールがあり、この看護師の配置を決める師長会議は「オレンジ・ドラフト会議」と呼ばれている。猫田が師長に赴任してから部下の底上げに成功したことから、ICUの看護師が「将軍（ジェネラル）の近衛兵」と呼ばれるのに対して、小児科の看護師は「白髭皇帝の殿前軍」と尊称されている。
設立当初は独立行政法人化の切り札としてマスコミにも注目され「ライジング・サン（昇る太陽）」とも持て囃されたが、各科の赤字が続くことから「イブニング・サン（沈みゆく夕陽）」と揶揄されるようになる。そして2014年時点ではICUは廃止されている。
総合外科学教室
日本を代表する国手・佐伯清剛教授が主宰する教室。論文の数よりも手術の腕前が重視されかつては東城大学医学部唯一の外科学教室であったが、1980年代後半から脳外科、肺外科、小児外科の教室が分離・独立しているが、それを促しているのは他ならぬ佐伯教授自身と噂されている。さらに総合外科学教室の再編は続き、第一外科(のちに臓器統御外科ユニット)、第二外科(のちに消化器腫瘍外科ユニット)へと至るものの、2010年代に東城大学が民事再生法の適用を申請した際に外科系教室は統合され、「総合外科統御学教室」として生まれ変わり病院を支えている。
満天
本館最上階にあるレストラン。メニューの中でもうどんが格段に美味しく白鳥のお気に入りでもあり、そのメニューは20種類にも及ぶ。
ドア・トゥ・ヘブン
12階の神経内科に設置されているVIP専用の特別室。暗黙の了解とされていた各科の隠し部屋を公認するやり方に看護師や教授会の反対していたが、その隠し部屋とされる部分を1ケ所に集め縮小し高度な透明性を確保するという抜本的改革を、佐伯病院長がそれらの反対を押し切って実現させた為、一部の看護師からは未だに佐伯病院長の負の遺産と言われている。
赤煉瓦棟
1988年まで本館として機能していた病棟。現本館が設立されてからは、精神科と基礎系医学の教室が残り実権を握っている。
碧翠院桜宮病院
地続きの寺「碧翠院」とそれを買収した桜宮病院で構成された、宗教法人と老人介護、ホスピス施設を一体化した複合型病院施設。120年以上の歴史があり東城大学医学部の前身である「東城院」の母体でもある。桜宮病院は病院長を桜宮巌雄、副院長を小百合が、碧翠院は院長を華緒、副院長をすみれが担当している。
病院は3階建ての本館と5階建ての東棟で構成され、その外観がかたつむりに見えるため市民には「でんでん虫」と呼ばれている。なお、桜宮病院と碧翠院は県境を跨いだ独立施設でもあるため、互いの建物に電話をするときは市外局番をつけなければならない。戦争があった当時は最終防衛線に設定され、本館は防衛要塞、東棟は司令塔として機能していた。その名残で建物内部には自爆装置が現在でも搭載されたままになっている。
桜宮市の終末期医療を一手に担う東城大学医学部付属病院のサテライト病院という側面も持ち、「バチスタ・スキャンダル」が発生するまでは東城大学から終末期患者を押し付けられてきていた。他にも桜宮市の死体検案や解剖も一手に引き受ける警察医協力病院の一面もあり、解剖の結果を翌日には提出するため警察からは「天国のでんでん虫」と呼ばれ重宝されている。
桜宮病院では患者自身にも院内業務を分担させ、それらの対価は院内に流通するポイントで院内経費と相殺するという画期的なシステムが構築されており、画期的な試みからマスコミにも注目されたが、医療行政が儲かる見込みの無い終末期医療の切捨てに舵を切ったことで経営は芳しくない。
本館
「でんでん虫」と呼ばれる建物の貝殻に相当。1階が軽度の症状の患者の病棟、2階が重症患者用の個室になり、3階が亡くなる直前の患者が最後の時を過ごすための特別室となっている。
東棟
「でんでん虫」の本体相当。1階が事務室と応接室、2階が院長室とスタッフの更衣室、3階からは桜宮家の居住スペースとなっている。
すみれ・エンタープライズ
碧翠院で運営されている有限会社。治療費の捻出など桜宮病院の経営面を支えることが目的。比較的症状が軽い患者と保険及び雇用契約を結び、それらの報酬も院内流通ポイントで支払われている。仕事内容は自社で製作した螺鈿細工のネット販売。
すずめ
東城大学正門前で営業している雀荘。薄利多売と過剰な設備投資の回避で固定客をつくり営業。田口、速水、島津、彦根の4人は「すずめ四天王」を自称していた。
蓮っ葉通り
渋谷と新宿の1/8モデルの桜宮繁華街内にある、風俗店など水商売関係の店がある歓楽街。
ブラックドア
ビルの地下にあるジャズバー。歌手の水落冴子がシークレットライブを開いていた。
メディカル・アソシエイツ
ブラック・ドアのあるビルの向かいのビルの2階にある医療代理店。結城が代表取締役として経営し、その娘夫妻も働いている。表向きは医療関係のビジネス商社だが、内実は病院買収関連の企業舎弟として活動している。速水が癒着しているとして、この会社の名前が挙がっている。
ひまわり
ブラック・ドア開店以前に経営されていたフィリピンパブ。執念深さで知られる暴力団「関東桜宮会」の直営店として桜宮市では名が通っているが、覚醒剤を取り扱っていたことやフィリピン人女性に売春させていたことが明らかになり閉店した。
チェリー
2006年に建てられた大型ショッピングモール。日本に初上陸する海外の口紅専門ブランド「リップス」をはじめとしたブランド専門店や高級レストランやシネコンなどの最先端の娯楽施設が揃っているのが特徴だが、オープン初日に近隣でバイパスで事故が発生し大惨事となる。2013年の時点ではそれらの店は撤退し、100円ショップや1000円マッサージ店、コンビニやファミレスなどが導入されている。
桜宮水族館
本館と別館からなる水族館。入場料は大人1000円。本館は老朽化の著しい建物で、別館の深海館は市長の発案で桜宮湾で発見された「ボンクラボヤ」の展示と、ふるさと創生事業で交付された1億円で作製した黄金地球儀を設置する為に建設。他にも、後に発見された「ウスボンヤリボヤ」のほかにラブカやコウモリダコの剥製が展示されている。開館時こそ雑誌に掲載され賑わったものの、落ちぶれ存続が危ぶまれている。
平沼鉄工所
発明家の平沼豪介が社長を務める家族経営の町工場。開発した有人潜水艇の「深海五千」はボンクラボヤの発見に、「深海七千」はウスボンヤリボヤの発見に一役買う。
バッサリ斬るド
桜宮市でユウヒテレビとともに二大勢力を誇るサクラテレビの朝の大人気情報番組。「モロさん」こと諸田藤吉郎キャスターが行政・企業の不作為や偽装問題に対して厳しいツッコミを入れるのが見どころで、平均視聴率は20%を超える。中でも諸田が「それ、モロ俺好み!」という決めゼリフを発した瞬間、それまで進行中だった番組の内容を変更してまでも徹底追及する姿勢を見せるが、その厳しさゆえに企業や官公庁から蛇蝎の如く嫌われている。
未来医学探求センター
2010年に桜宮市の海岸沿いに設立。通称、コールドスリープ・センター。外国語に堪能な女性の非常勤職員が住み込みで、世界初のコールドスリープ技術を施された少年の管理と、東城大学医学部から委託されたカルテの翻訳、整理をしている。

### 東京
厚生労働省
医療行政を管轄する行政機関。所属する官僚達は本当に必要なことには手を付けずに、省益に関わることにのみ費用拠出を行っているように描かれている。ここで話し合われた政策が医療現場に大きく影響を与えている。度重なる医療事故に対応するため、白鳥を設置推進準備室の室長に任命し、医療過誤を中立的に調査するための第三者機関を設置しようと動いているが、その土台は磐石ではなく白鳥が推進するオートプシー・イメージング（Ai）導入にも金を出そうとしない。
スターリー・ナイト（星・空・夜）
厚生労働省の最上階にあるレストラン。大臣官房秘書課付技官に就任する前の白鳥が爪弾きにされ各地を転々とした末に居座った場所でもある。ここからの夜景は非常に美しく白鳥はデートスポットとしてもお勧めしている。
別宮葉子が白鳥と訪れた際に店長がケーキセットを無料サービスしたが、それを白鳥が内外に吹聴したため無料ケーキセット目当ての客が次々と来て大変な目に遭ったことがある。
帝華大学
東京に存在する大学。偏差値の高い名門大学として知られている。出身者や大学自体に官僚とのパイプが強いことから、霞ヶ関大学及び官僚養成幼年学校と揶揄されている。主な出身者は白鳥圭輔、高階権太、清川吾郎。
マリアクリニック
三枝茉莉亜が院長を務める3階建ての産科医院。曾根崎理恵が非常勤医師として通っており、清川吾郎も一時は通っていた。かつては多くの妊婦が通い目まぐるしい程の忙しさで賑わっていたが、茉莉亜の息子の三枝久広が逮捕された事件をきっかけに外来数が少なくなり閉院に追い込まれる。後に新院長を迎え「セント・マリアクリニック」と改名し、母子救済センターとして機能することとなる。
ハイパーマンランド
東京郊外に建設された、ジェットコースターやメリーゴーランドにハイパーマン・バッカスのキャラクターをあしらっただけの投げやりな遊園地。開園時は賑わったもののリピーターが少なく閑散としている。

### 極北市
北海道にある人口10万人の架空の地方都市。観光客誘致のため第三セクター方式で観光事業を拡大するも、その試みが実を結ばなかった事により、「赤字五つ星」と呼ばれる事業を中心に財政難に陥っている。他にも極北大学が札幌に近い雪見市に移転したことで、人口の2割を失う大打撃を受けている。そして三枝久広逮捕事件後、財政再建団体に指定される。
極北市民病院
極北市にある市民病院。「赤字五つ星」の一つで収益は低い。構造は東病棟に外科と産婦人科の外科系が、西病棟に内科が割り振られており、薬局も混在する。
看護師は怠慢で、勤務時間と休憩時間の境界は曖昧、ガーゼについたピオや患者の床ずれに対する処置やカルテの管理は不適当。対立しあう病院長と事務長は双方とも人格に難があり、そしてトイレは落下式便所であるなど院内環境は劣悪だが、病院に派遣された姫宮の登場や福山久作市長の鶴の一声で若干改善されている。
赤字五つ星
極北市民病院を含め、極北市の財政を圧迫している5つの事業。極北市民病院以外には「極北市民鉄道」、大きな観覧車がそびえたつも人手不足のため土日祝日に市役所の職員が運営している「北の大地の遊園地」、第三セクター方式で建設されるも客足が伸びない「ファーノース・ホテル」、雪が積もるとリフトが埋まってゲレンデが閉鎖される「極北山スキー場」がある。
極北救命救急センター
雪見市の外れにある救命救急センター。極北市の産科関連以外の救急医療を担っている。1度も患者の受け入れ拒否をしたことが無く、赤字は極北市民病院の1割という円滑な運営をしている。またここには最近鼻っ柱の強い救命救急医が赴任し、極北市が財政再建団体に指定された時点でその人物が救命救急センター長代行を務めている。
極北羅堂
極北市にある駅。
羅堂割烹
極北市にある高級料亭。極北市民病院スタッフによる忘年会御用達の店として使われている。羅堂割烹のチラシによると市民に愛好され50周年を誇る海鮮料理中心の居酒屋だという。

### ノルガ共和国
アフリカ大陸の内陸部の南端に存在する架空の国。かつては35代300年に渡って君主制を敷いてきたが、2003年より内戦状態となる。子供たちへの公教育は皆無と思われ、また近年では原因不明の熱病が広がっているなど混乱が続いている。アガピ・アルノイドの出身国として、日比野涼子が中学生時代に過ごした地 としても登場。
緑剝樹
ノルガ共和国の国樹。ノルガの先祖たちはこの樹木を求めて領土を南へと移住してきた歴史がある。
クラマルタ
ノルガの地酒。アルコール度の高い酒。
ドゥドゥ語
ノルガの言語。近年まで文字を持たなかったノルガの唯一の情報伝達手段。

### 浪速府
改革を掲げる村雨弘毅が府知事を務める地方公共団体。関西地方にあるらしい。
天蓋区
天目区の隣の浪速市を構成する区のひとつ。
天目区
浪速市を構成する区のひとつ。
浪速診療所
天目区の一等地で開業している診療所で、「愚痴外来」を模した「名誉院長特別外来」が存在している。
満月と十字架
天目区内で営業しているキャバクラ。常連客曰く「運が良ければキスまでOK」らしい。

## 用語

### 作中で起きた事件
バチスタ・スキャンダル
2006年に東城大学医学部付属病院で発生した事件。アメリカから招聘された臓器統御外科助教授・桐生恭一をリーダーとする成功率100%を誇るバチスタ手術専門チーム・「チーム・バチスタ」の手術が相次いで失敗する事態が発生、最終的に術死を調査した田口と白鳥により「チーム・バチスタ」のメンバーの一人が、意図的に連続して術中死を引き起こしたことが発覚した。この事件の影響で東城大学医学部付属病院の患者数が激減し、大学病院初の倒産をも危惧され病院は一時存亡の危機に陥った。
尚、この事件はオートプシー・イメージング（Ai）が決め手となって発覚したが、Aiを用いられなかった他の事例は証拠が無かったため不起訴処分となっている。
桜宮少年通り魔事件
1999年に発生した傷害事件。両親がいない施設育ちの少年が、街角でナイフを振り回して3名に重傷を負わせるという凶行に及んだ。少年は取り押さえられた後、少年法で保護され社会復帰している。
桜宮コンビナート火災
2006年12月に桜宮市の国道55号線（桜宮バイパス）で発生したタンクローリーを含む多重事故。桜宮コンビナートが崖下一帯に広がる場所で、タンクローリーが横風に煽られ崖下に転落・炎上し、さらにコンビナート精製施設に引火し爆発。ショッピングモール「チェリー」のオープン初日であったことから、避難しようとした車両が多重衝突する二次災害に至る。城東デパート火災と同様に、東城大学医学部付属病院に運ばれてくる患者の対応に速水が指揮し活躍した。
城東デパート火災
1991年に発生した火災事件。開業30周年記念行事の一環で行われた、無名時代の水落冴子のライブの最中に火事が発生。十数名の死者及び多数の重軽傷者を出した大惨事となった。また大多数の被災者がスタッフが手薄となった東城大学医学部付属病院に運び込まれる中、1年生医師だった速水が指揮し、この未曾有の事態に対処したことから速水が「ジェネラル・ルージュ」と呼ばれる所以となった。
三枝久広逮捕
2008年に極北市で起きた、極北市民病院産婦人科部長の三枝久広が逮捕された事件。三枝久広が前置胎盤と判断し帝王切開が適用された妊婦が治療の甲斐なく死亡する事件が発端となる。
前置胎盤が子宮口にかかる癒着胎盤が稀な症例であったために三枝に落度は無いとされ、姫宮の提言によって極北市民病院で設置された医療事故調査委員会でも三枝の責任は問われなかったが、極北警察署が医療事故とみなし、医師法第21条届出義務違反を理由に三枝久広逮捕に踏み切った。この事件の影響により現場の産婦人科医が撤退し、地域医療と産科医療に大打撃を与えた。
福島県立大野病院事件をモデルとしている。
「神々の楽園」リンチ死事件
2007年に「神々の楽園」という新興宗教団体で起こったリンチ死事件。初動捜査時に適切な検視が行われず、同様の犯罪が見逃されていた。警察医の心不全の診断を、警察が虚血性心疾患と偽って公表した。
アリアドネ・インシデント
2009年5月に東城大学医学部付属病院で起こった事件。元警察庁刑事局局長で東城大Aiセンター副センター長の北山錠一郎が、病院地下1階の画像診断ユニットにある縦型MRI「コロンブスエッグ」内にて拳銃射殺され、銃声を聞いて現場に駆け込んだ警察庁初動遊撃室の宇佐見警視により現場に居合わせた高階病院長が拘束されたが、逮捕の前に冤罪と判明する。
新型インフルエンザ・キャメル
2009年に関西最大の都市である浪速府での出来事。ラクダを経由して新型となったインフルエンザが国内初の感染が確認されたため、人の往来の自粛が呼び掛けられ経済的打撃をうける。

### 委員会・会議
リスクマネジメント委員会
医療現場で起きた問題点の対策を検討し、そこから引き出された教訓や決定事項を現場に反映させるための組織。バチスタ・スキャンダル以前は呼吸器内科の曳地均助教授が委員長だったが、バチスタ・スキャンダル以降は曳地が不貞腐れて辞任したため、現在は田口が委員長に就任した。副委員長は臓器統御外科の黒崎教授だが、田口が委員長になってからはあまり出席せず、たまに出席しても居眠りをしている。
エシックス・コミティ
倫理問題審査委員会。前リスクマネジメント委員会委員長の曳地が創設した研究や医療問題全般の倫理問題を審査する委員会で、独自の調査権を賦与されている。曳地の置き土産でバチスタ・スキャンダルで恥をかかされた曳地が規約の起草から人員構成にいたるまで、田口を引きずり降ろすために構成したため、影では「対田口リベンジ・チーム」といわれている。曳地は高階病院長の改変草案の一字一句に目を光らせ、病院長介入の余地を完全に封殺した。現委員長は、前委員長の曳地助教授が直々に指名した精神科助教授、沼田泰三。副委員長は三船事務長。
電子カルテ導入委員会
電子カルテを導入するための委員会。前委員長は曳地で、現委員長は田口。リスクマネジメント委員会委員長と同時に任命された。「カルテは患者のものでなく医者のもの」という旧世代医師の時代錯誤の感覚の死守で、電子カルテ導入の進捗が滞っている。
医療事故調査委員会
医療事故問題を解決に導くことができる委員会。この委員会を創設するかどうかを決める会が、厚生労働省で行われた「診療関連死死因究明等の在り方に関する検討会」。通称は「医療事故調査委員会創設検討会」。一般にはさらに略され、「医療事故調・創設検討会」と呼ばれている。座長は相模原大学法学部の田島勇作教授。田口も白鳥に強制的に出席させられた。
院内医療事故調査委員会
極北市民病院で設立された委員会。白鳥が「三枝久広逮捕事件」を見越して、姫宮に設置させた。委員長は今中良夫。
病院環境改善検討委員会
極北市民病院の環境を改善する委員会。委員長は代々外科部長が引き継いでいるため、外科部長になった今中良夫が任命された。
省庁横断的組織防衛会議
通称・マルショウ。キャリア官僚による不祥事をメディアの注目から外すために行われる会議。あらかじめ警察庁に一括して不祥事をストックし、ある省庁が不祥事を起こした際には、それ以外の省庁の不祥事をルーレットで決定し発表することで世間の注目から外すように仕向ける。ノーパンしゃぶしゃぶ事件にも開催された。

### その他
パッシブ・フェーズ/アクティブ・フェーズ
パッシヴ・フェーズは心理学を応用した日常場面での「心理読影」に該当する受動的聞き取り調査。アクティヴ・フェーズは心理学を応用する日常場面での「説得」に該当する能動的聞き取り調査。考案者は白鳥圭輔。
ハイパーマン・バッカス
作中で放送されている特撮番組のタイトル。ウルトラシリーズの人気に便乗したパクリ企画から始まっているが、主人公が素行が悪い上に酔っ払わないと変身できなかったり、怪獣の所へ向かうのにヒッチハイクや無賃乗車をする他、「甲斐性なし」や「FFK（不倫二股交際）」といった台詞が飛ぶなどおおよそ子供向けらしからぬ内容だが、それらの方向性が子供から大人まで支持されている。
小児科患者の話題の中心として描かれたり、ハイパーマン・バッカスの黄金像作製案が出されたり、母子手帳のキャラクターとして描かれる などこれらは一例で、挙げればきりが無いくらい桜宮サーガを構成する作品に散見される。
ハイパーマン・バッカス（架空のヒーロー）
「ハイパーマン・バッカス」のヒーロー。ハイパー一族の中で17人いるハイパー兄弟の1人。3分間変身できる本家越えを目論み、活動時間延長のための体質改善に失敗して酔っ払わなければ変身できなくなっている。ハイパーマン・バッカスに変身するのは不正経理がばれて地球防衛軍をリストラされた辺見タケシ。
シトロン星人
M57星雲のシトロン星出身のハイパーマン・バッカスと敵対する宇宙人。正論を用いて戦うキャラクターで口先勝負ではバッカスを負かしているが、目下バッカスに卑怯な手段を用いられ3連敗中。容姿のかっこよさと強さでバッカスと並ぶ人気を持つ。地球人に化けたシトロン星人を演じる俳優は所謂かっこいいの部類に入る俳優がキャスティングされる。尚、従来のウルトラシリーズのように1話につき怪獣や宇宙人が一体登場するという図式ではなく、純粋に文明を持った星から来ているという至極全うな解釈からシトロン星人は大勢いるという設定となっている。
ハイパー一族
ハイパーマン・バッカスが属する一族。兄弟は17人いる。地球上では2分50秒しか変身できず、本家ウルトラマンを超えられないでいるため、パチモノへの厳しい視線を受けざるをえなくなっている。
スナイプAZ1988
高階権太が持参した食道自動吻合器で、歪んだライフルのような見た目をしている。直腸癌の超低位前方切除術用に開発されたのを高階が食道切除用に改良した。この道具を用いた手術ではリーク（縫合不全）・ゼロに抑えられるという実績があるが、佐伯清剛はオモチャとよんでいる。なお、「スナイプAZ1988」は作中の造語だが、道具自体は正式な手術道具である。
ボンクラボヤ
1988年に平沼鉄工所が開発した深海五千によって発見された新種のホヤで、300気圧以上の圧力をかけると真っ赤に変色する。黄金地球儀と共に「桜宮水族館・深海館」の目玉となる。
ウスボンヤリボヤ
1990年に発見された新種。深海生物だが常圧下でも生きることができ、東城大学海洋研究所はこのホヤの発見でホヤ研究の世界最先端施設となる。
医鷲旗大会
年1回、夏に開催される医学部学生による剣道大会。優勝しその証として授けられる「医鷲旗」を手にした者は、外科の世界で大成するといわれており、過去には高階権太や清川吾郎が手にしている。医鷲旗の意匠は東城大学医学部剣道部の糸田教授曰く「キンキラした旗」とのこと。
ダイレクト・アナストモーシス
冠状動脈バイパス手術の進化型として位置づけられている手術。他の静脈や動脈を詰まった血管の代わりの迂回路とするバイパス手術とは異なり、詰まった血管自体を除去し新しい血管に取り替えるという方法を用いるが、高度な技術を要するため、世界で天城雪彦のみが可能としている。
凍眠八則
ゲーム理論の権威者・曾根崎伸一郎教授がスリーパー(曾根崎教授が名付けたコールドスリープ被験者)の人権制限について言及したもので「モルフェウス・プリンシプル」とも称され、各条項は短文でありながらも隙の無い内容となっており「人体特殊凍眠法」成立の基盤となる。曾根崎教授がコールドスリープを“凍眠”と表現した造語は間もなく社会に定着することとなる。

## 時系列・年表
作品略称(刊行順)：【栄光】『チーム・バチスタの栄光』、【沈黙】『ナイチンゲールの沈黙』、【螺鈿】『螺鈿迷宮』、【凱旋】『ジェネラル・ルージュの凱旋』、【1988】『ブラックペアン1988』、【黄金】『夢見る黄金地球儀』、【たまご】『医学のたまご』、【ジーン】『ジーン・ワルツ』、【剣】『ひかりの剣』、【祝祭】『イノセント・ゲリラの祝祭』、【伝説】『ジェネラル・ルージュの伝説』、【クレイマー】『極北クレイマー』、【マドンナ】『マドンナ・ヴェルデ』、【1990】『ブレイズメス1990』、【弾丸】『アリアドネの弾丸』、【領域】『モルフェウスの領域』、【モンスター】『ナニワ・モンスター』、【ラプソディ】『極北ラプソディ』、【災難】『玉村警部補の災難』、【肖像】『ケルベロスの肖像』、【1980】『プラチナハーケン1980』
| 年   | 作品                    | 主な出来事 |
| ---- | ----------------------- | --- |
| 1980 | 【1980】                | - 渡海征司郎、東城大学医学部総合外科で入局3年目の研修医ながら佐伯教授から食道がん手術の術者に抜擢される。                                       |
| 1988 | 【1988】                | - 世良雅志、医師国家試験に合格し東城大学医学部付属病院にて研修医生活に入る。                                                                    |
| 1989 | 【剣】                  | - 第38回医鷲旗大会開催。帝華大学と東城大学による決勝戦となり帝華大学が優勝。                                                                    |
| 1990 | 【1990】                | - 天城雪彦がモナコから帰国し、日本胸部外科学会にて公開手術を行う。                                                                              |
| 1991 | 【伝説】                | - 城東デパート火災発生。速水晃一が八面六臂の活躍をし、このことから「ジェネラル・ルージュ」と呼ばれるようになる。                                |
| 2006 | 【栄光】                | - 東城大学医学部付属病院でバチスタ・スキャンダル発生。田口公平と白鳥圭輔が出会う。                                                              |
| 2006 | 【沈黙】                | - 歌手の水落冴子、「ドア・トゥ・ヘヴン」へ入院。同時期、田口と白鳥が小児科患者の父親殺害事件で捜査協力。                                        |
| 2006 | 【凱旋】                | - 田口に速水晃一を告発する文書が届く。同年、桜宮コンビナート火災発生。                                                                          |
| 2007 | 【螺鈿】                | - 東城大学医学部学生の天馬大吉、碧翠院桜宮病院へ潜入捜査を開始。同年、碧翠院桜宮病院が焼失する。                                                |
| 2007 | 【祝祭】 【災難】       | - 田口、東京出張。厚生労働省にて「医療事故調査委員会創設検討会」開催。 - 田口、白鳥と会食後に身元不明の遺体を発見し東京都監察医務院へ運び込む。 |
| 2007 | 【災難】                | - サクラテレビにおいて番組収録中に殺人事件が発生。                                                                                              |
| 2008 | 【クレイマー】          | - 極北市民病院産婦人科部長の三枝久広が帝王切開での妊婦死亡の件で逮捕される。                                                                    |
| 2009 | 【災難】                | - 桜宮市にて暴力団員の焼身自殺が相次いで発生。                                                                                                  |
| 2009 | 【災難】                | - 桜宮市在住の主婦が殺害された事件で、被害者と接点の無い人物が容疑者として浮上する。                                                            |
| 2009 | 【ラプソディ】          | - 極北市民病院の今中副院長、極北救命救急センターへ派遣される。                                                                                  |
| 2009 | 【モンスター】          | - 浪速府で新型インフルエンザ・キャメルの国内初となる罹患者が確認される。                                                                        |
| 2009 | 【弾丸】                | - 東城大学医学部付属病院にて拳銃発砲事件が発生。                                                                                                |
| 2009 | 【肖像】                | - エーアイセンター稼働。翌月、田口センター長を実行委員長として公開シンポジウムが開催される。                                                    |
| 2009 | 【ジーン】 【マドンナ】 | - マリアクリニック閉院。セント・マリアクリニックに改名し再開業。 - 曾根崎薫、双子の妹・忍と共に誕生。                                           |
| 2010 | 【領域】                | - 佐々木アツシ、世界初のコールドスリープ技術を施され未来医学探求センターにて「人工凍眠」につく。                                                |
| 2013 | 【黄金】                | - 平沼平介と久光穣治、深海館展示の「黄金地球儀」の強奪を計画。                                                                                  |
| 2020 | 【たまご】              | - 曾根崎薫が桜宮中学校から飛び級で東城大学医学部総合解剖学教室へ入学。                                                                          |